# Taube af Karlö
Taube af Karlö, friherrlig adelsätt nr 34, utgrenad ur adliga ätten Taube. 
Lantrådet Bernt Taube (född 1592) var överste för Ridderskapets och adelns rusttjänst i Estland.
Han upphöjdes i friherrlig värdighet av drottning Kristina år 1652 på Stockholms slott  
Sedan 1866 har medlemmarna rätt att föra barontitel.
1953 gavs medlemmar med namnet von Taube, boende i Tyskland, representationsrätt på Sveriges Riddarhus.

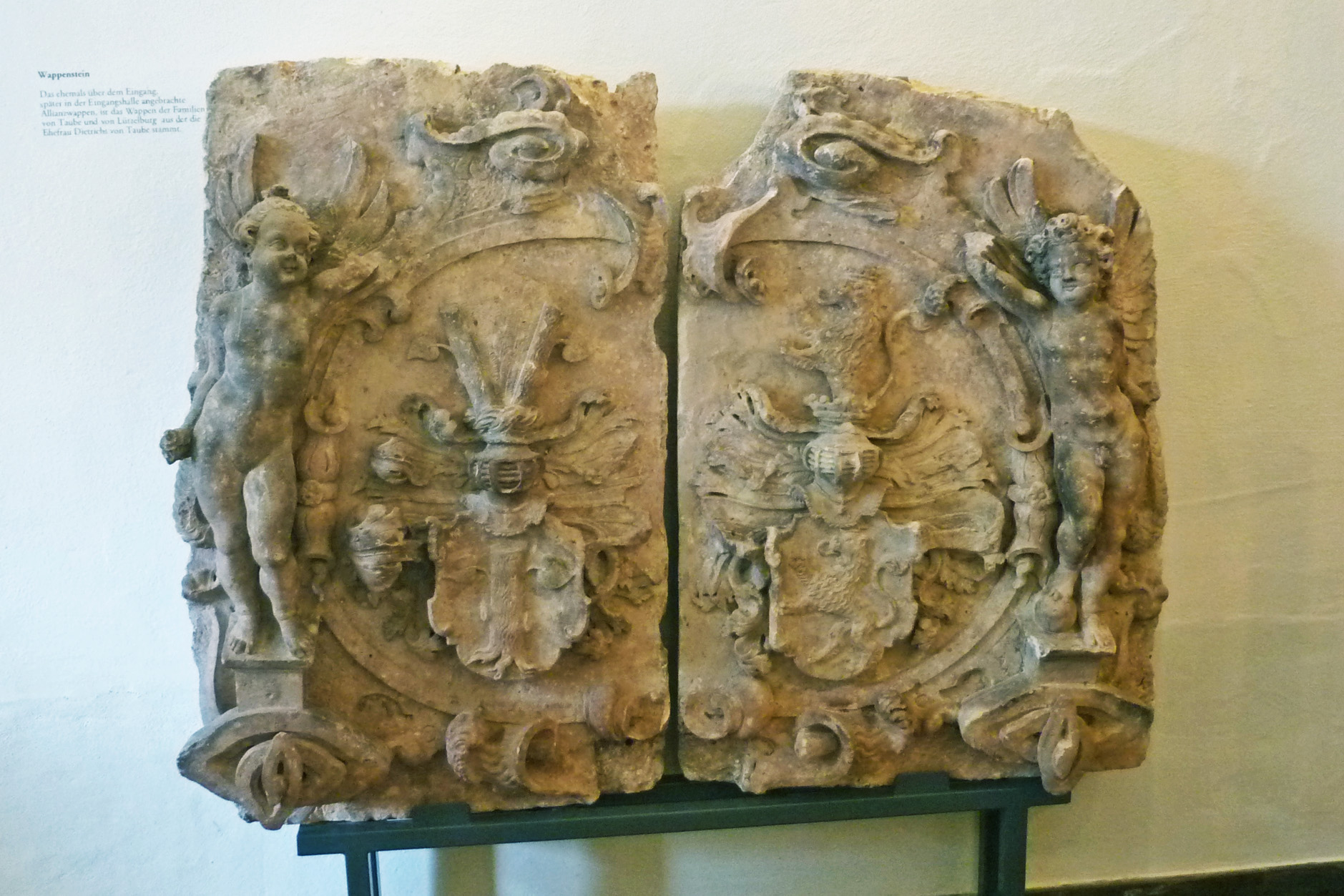
Schloss-Klaffenbach-Wappen

Vapen för Freiherr von Taube, slottet Wasserschloss Klaffenbach i Klaffenbach i tyska Sachsen. 